# Myrmidons
Pour les articles homonymes, voir Myrmidon.

Dans la mythologie grecque, les Myrmidons (en grec ancien Μυρμιδόνες / Myrmidónes) sont un peuple grec. Dans l’Iliade d'Homère, ils participent à la guerre de Troie sous les ordres d'Achille.

## Mythologie grecque

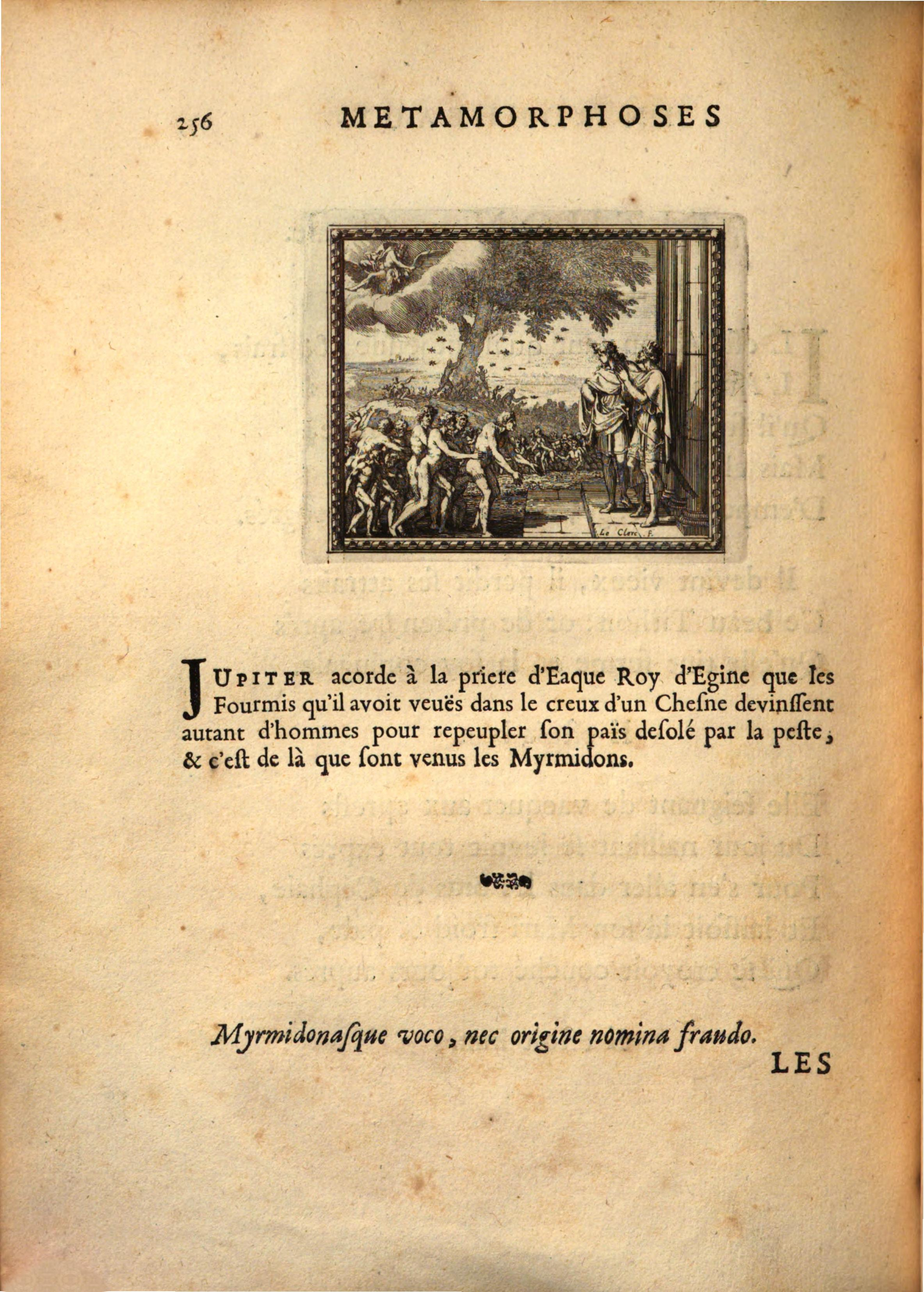
Page de l'édition des Métamorphoses d'Ovide par d'Isaac de Benserade, avec une illustration de la transformation des fourmis en hommes par Sébastien Leclerc, 1676 (Bibliothèque municipale de Lyon).

L'ancêtre éponyme des Myrmidons est Myrmidon, un roi de Phthie, fils de Zeus et Euryméduse, princesse de Phthie qui fut séduite par Zeus alors qu'il avait pris la forme d'une fourmi. Un mythe étiologique sur leurs origines se fondant sur leur étymologie supposée — en grec ancien le nom s'interprétait « peuple-fourmi », de murmekes, « fourmis » — fut mentionné pour la première fois dans les Métamorphoses d'Ovide, dans lequel les Myrmidons étaient de simples fourmis ouvrières sur l'île d'Égine. 
Cette version du mythe fait référence à Aiakos, fils de Zeus et Aigina, déesse de l'ile d'Egine. Après être né sur l'ile d'Egine, il se retrouva seul. Lorsque, durant son adolescence, la solitude commença à lui peser, Zeus transforma les fourmis de l'ile en hommes et en femmes qui constituèrent le peuple des Myrmidons. Il s'agit du premier peuple à construire des navires. Il semblerait que les deux versions du mythe ne parlent pas du même peuple. 
Une dernière version du mythe mentionne le roi Eaque, roi d'Egine. Le roi, après avoir vu l'ensemble de son peuple mourir de maladie, prie les dieux de repeupler son royaume. Zeus accède à ses faveurs et transforme les fourmis de l'ile en hommes et en femmes. 
Les Myrmidons sont considérés comme de puissants soldats. Leur seul groupe pouvait à lui tout seul renverser le cours d'une bataille importante, lorsqu'il se trouvait aux côtés d'autres soldats grecs. Par exemple, au cours de la guerre de Troie, Achille arrive avec les Myrmidons au camp grec pour repousser les Troyens jusqu'aux remparts. Après la mort d'Achille, les Myrmidons se mettent au service d'Agamemnon.

## Postérité
Dans l'Europe de l'époque pré-industrielle, le mot « myrmidon » prend une connotation similaire à celle du mot « robot », en raison de la fidélité des soldats mythiques à leur chef Le Oxford English Dictionary indique que, plus tard[Quand ?], il signifie « hired ruffian », « brute à gages ».

### Littérature
- Dans Cyrano de Bergerac d'Edmond Rostand : « Je vous préviens, cher Myrmidon, qu'à la fin de l'envoi je touche ! »
- Dans la lettre 12 des Correspondances avec le roi de Prusse de Voltaire : « Un essaim de géomètres mirmidons persécute déjà les belles lettres, en leur prescrivant des lois pour les dégrader. »
- Dans Dom Juan ou le Festin de Pierre de Molière (acte I, scène 2) : « C’est bien à vous, petit ver de terre, petit myrmidon que vous êtes (je parle au maître que j’ai dit) c’est bien à vous à vouloir vous mêler de tourner en raillerie ce que tous les hommes révèrent ! »
- Dans The Adventures of Peregrine Pickle de l'écrivain écossais Tobias Smollett, l'équipage de la garnison du commodore Trunnion sont appelés Myrmidons en raison de leur loyauté féroce.
- Dans le comic de Grant Morrison The Invisibles, les humains servant les Archon et qui se sont soumis à des modifications sont appelés Myrmidons.
- Dans le manhwa Chonchu, les Mirmidons sont une tribu guerrière connue pour leur force et esprit. Ils sont de féroces guerriers qui se réjouissent de lutter.
- Dans le roman Shade's Children de Garth Nix, des extraterrestres font des enfants humains de soldats sans âme appelés Myrmidons.
- Dans The Languages of Pao de Jack Vance, l'humanité est artificiellement divisée en trois castes en imposant des barrières linguistiques et culturelles ; la caste guerrière se fait appeler les Myrmidons.
- Ils sont mentionnés deux fois dans le comic Wonder Woman, la première fois quand Wonder Woman voyage au passé mythologique et la seconde lors de la mini-série Artémis/Requiem, où on voit qu'ils sont des serviteurs dans les Enfers grecs, surveillant les morts.
- Dans l'Histoire de ma vie de George Sand, Maurice écrit à sa mère à propos de sa fièvre : « C'était une très petite fièvre, un myrmidon de fièvre. »

### Cinéma
- Dans le film Troie (2004) de Wolfgang Petersen, les Myrmidons forment la troupe de choc du roi Agamemnon et sont menés par Achille (Brad Pitt). Ils sont cuirassés de noir de la tête au pied.

### Jeux vidéo
Le terme de « Myrmidon » est souvent utilisé dans les jeux vidéo, particulièrement dans les jeux de rôle. C'est un titre souvent donné aux classes de personnage et aux ennemis, et parfois même le nom d'un outil ou véhicule.
- Dans World of Warcraft, les Naga Myrmidons sont des guerriers nagas à la peau bleue et armés de redoutables tridents.
- Dans le jeu vidéo Age of Mythology (fondé en partie sur la mythologie grecque), une unité spéciale de la civilisation grecque est le Myrmidon, ayant la capacité d’être plus puissant lorsqu'il affronte les unités des civilisations non grecques.
- Dans le jeu League of Legends, un skin Myrmidon est disponible pour le champion Panthéon, et il rend hommage à la légende de par sa beauté et sa prestance.
- Dans Dragon's Dogma, les compagnons du personnage joueur sont surnommés les myrmidons. Ils ne possèdent ni sentiments, ni libre-arbitre et n'obéissent qu'aux ordres du protagoniste principal.
- Dans The Elder Scrolls IV: Oblivion, le quatrième grade de combattant dans la quête de l'Arène est nommé « Myrmidon ».
- Dans Assassin's Creed Odyssey – Le sort de l'Atlantide, des soldats sont dits « Myrmidons ».
- Dans la série de jeux vidéo Fire Emblem, les Myrmidons sont une classe de combattants qui maîtrisent l'art de l'épée en infligeant régulièrement des coups critiques.

### Autres

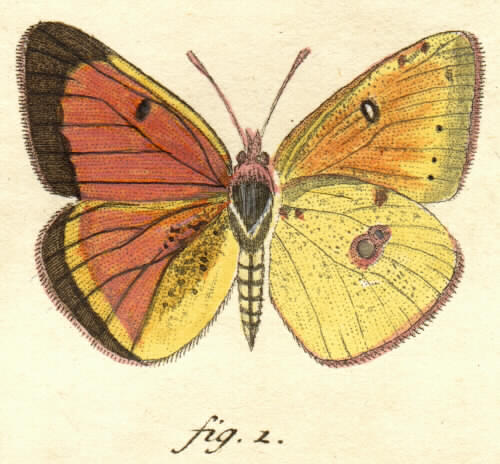
Colias myrmidone est le nom latin d'un papillon, le safrané (ou danubien).

- La Royal Navy a eu plusieurs navires appelés « HMS Myrmidon ».
- Une espèce de papillon est appelée Colias myrmidone.
- Le « Myrmidon Club (en) » est une « private dining society » du Merton College d'Oxford fondée en 1865. Elle est peut-être la plus ancienne de l'université d'Oxford. Max Beerbohm en fut membre ; le club appelé La Junta dans son roman Zuleika Dobson est probablement fondé sur « The Myrmidons ». D'autres membres célèbres sont Lord Randolph Churchill et Andrew Irvine.

## Sources
- Charles Kerényi, La mythologie des Grecs, histoires des dieux et de l'Humanité, trad. Henriette de Roguin, Paris, Payot, 1952.
- Jacques Desautels, Dieux et mythes de la Grèce Ancienne, la mythologie gréco-romaine, Québec, Presses de l'Université Laval, 1988.